# Simulium raohense
Simulium raohense es una especie de insecto del género Simulium, familia Simuliidae, orden Diptera.
Fue descrita científicamente por Cai & Yao, 2006.